# 胚珠

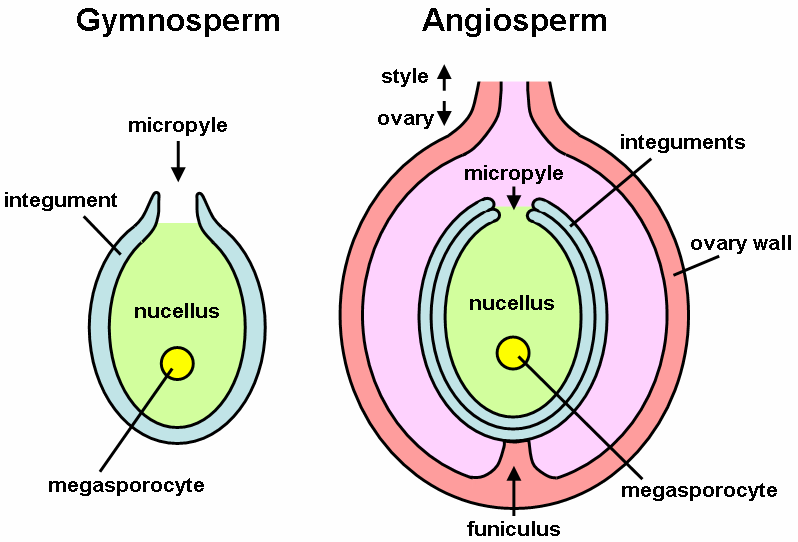
植物胚珠：裸子植物胚珠對左，被子植物胚珠（子房內），對右

胚珠（ovule）是种子植物由一或二層珠被所包覆的大孢子囊，每個大孢子囊會形成一枚（鮮為二枚以上）的大孢子，並在稍後形成雌配子體或者發育成胚囊，且在受精後會發育成為一枚種子。(內含一個卵細胞)
裸子植物的胚珠是裸露的，如松柏目植物构成毬果的果鳞向轴面上有两个裸露的胚珠，受精后发育成具翅的种子。
被子植物的胚珠包被在雌蕊的子房内，一般呈球形，以珠柄着生于子房内壁的胎座上，数目因植物的种类而异；被子植物胚珠的结构，从胚珠的纵切面中，可分珠被和珠心两部分。珠被一般分为内外两层，在胚珠顶部，珠被不完全连合，留有小孔称珠孔；珠心为一二层薄壁细胞，其内部为由大孢子发育而来的胚囊，胚囊内有由大孢子母細胞經過兩次減數分裂、三次有絲分裂形成的一個卵细胞、二個助细胞、三個反足细胞和一個大型的、內含兩個极核的中央細胞，因此總共有七細胞八核；卵细胞受精后发育为胚；在单子叶植物中，中央细胞受精后发育为胚乳；珠被和珠心的连合部位称合点。
依（1974）的定義：胚珠是具珠被、不開裂、僅含單一具功能大孢子（可受精而發育為種子）的大孢子囊。